# Multi Unit Spectroscopic Explorer

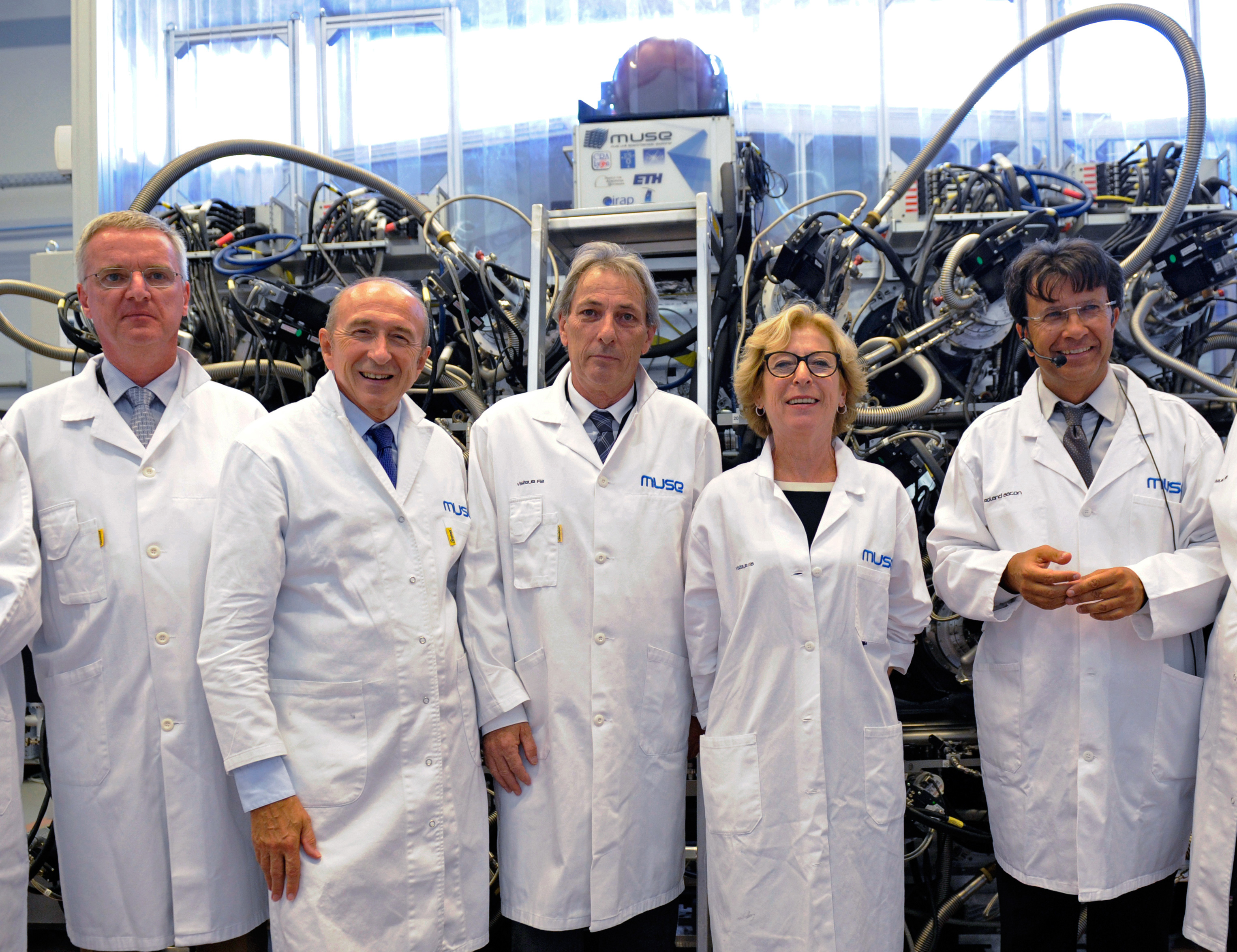
Viering van de Europese afnametest van MUSE MUSE bij de Sterrenwacht van Lyon.

Multi Unit Spectroscopic Explorer (MUSE) is een tweede-generatie instrument dat momenteel getest wordt voor de Very Large Telescope (VLT) van de European Southern Observatory (ESO).
MUSE is een 3D spectrograaf die werkt in het zichtbare deel van het spectrum. Het combineert een groot veld (field of view) met een groot aantal spatiële resolutie-elementen en een groot simultaan spectraalbereik. Het is ontworpen om optimaal gebruik te maken van de verbeterde resolutie die door adaptieve optiek kan worden gerealiseerd. MUSE detecteerde voor het eerst sterlicht op de VLT op 31/01/2014.